# Wilhelm I. (Hessen-Kassel)

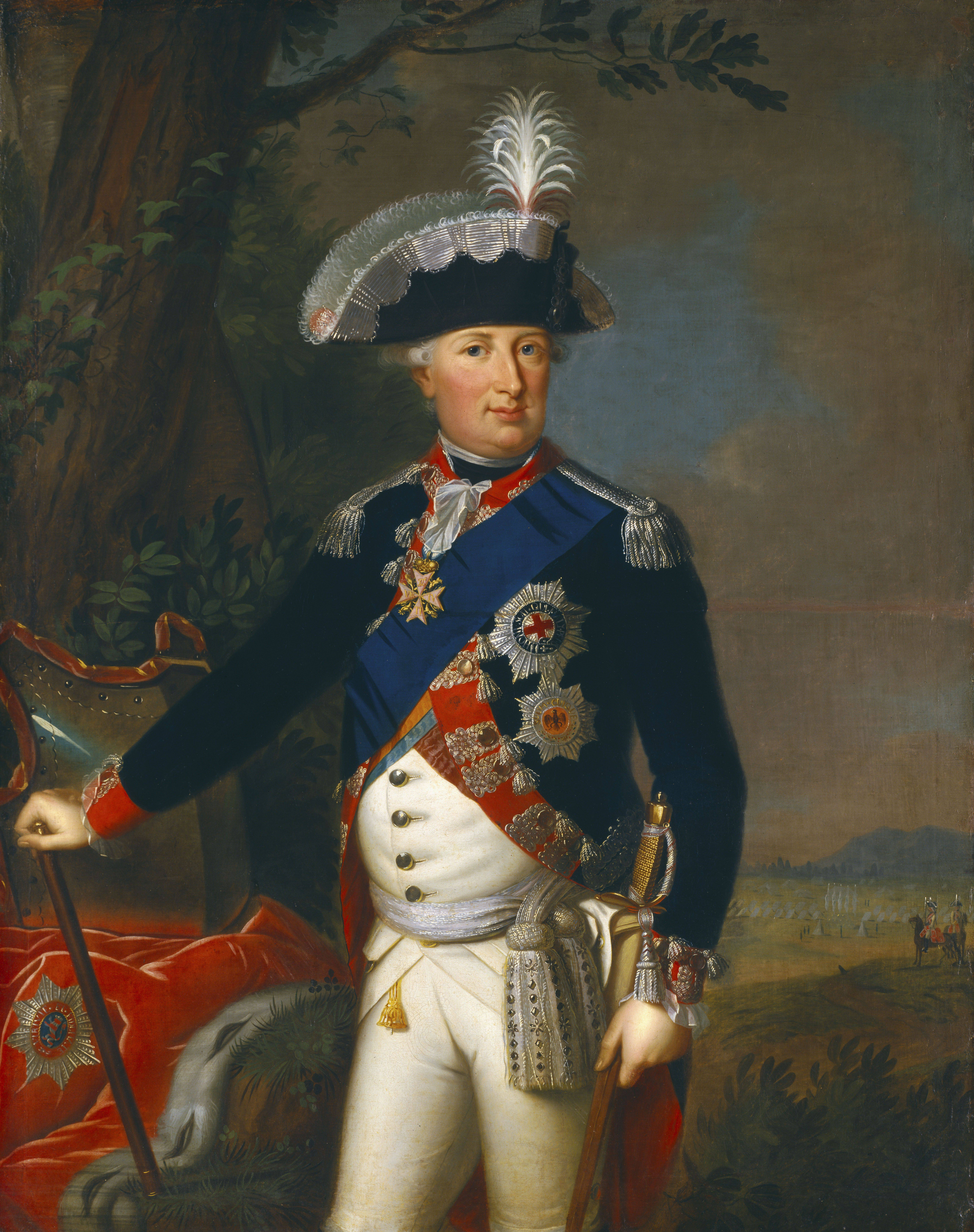
Kurfürst Wilhelm I. von Hessen

Wilhelm I. von Hessen-Kassel (* 3. Juni 1743 in Kassel; † 27. Februar 1821 ebenda) aus dem Haus Hessen war als Wilhelm IX. ab 1760 Graf von Hanau, ab 1764 dort Regent und ab 1785 regierender Landgraf von Hessen-Kassel. Nach seiner im Zuge des Reichsdeputationshauptschlusses (1803) erfolgten Erhebung zum Kurfürsten nannte er sich Wilhelm I.

## Kindheit und Jugend

Wappen Wilhelms als Regent der Sekundogenitur Grafschaft Hanau

Wilhelm wurde als Sohn des Erbprinzen Friedrich II. von Hessen-Kassel und der Prinzessin Maria, einer Tochter König Georgs II. von Großbritannien, geboren. Er besuchte die Universität Göttingen und verbrachte Studienjahre in Dänemark.
Nach dem Übertritt seines Vaters Friedrich zum römisch-katholischen Bekenntnis wollte dessen Vater, Landgraf Wilhelm VIII., sicherstellen, dass Friedrich (II.) nach seinem Regierungsantritt so wenig Einfluss wie möglich haben würde. Dazu wurde in der hessischen Assekurationsakte von 1754 unter anderem die Grafschaft Hanau-Münzenberg, die nach dem Tod des letzten Grafen aus dem Haus Hanau, Johann Reinhard III., 1736 an Hessen-Kassel gefallen war, von den hessischen Stammlanden getrennt und Prinz Wilhelm dort als Enkel und direkter Erbe Wilhelms VIII., unter Umgehung Friedrichs II., eingesetzt. Nach dem Tod des Großvaters im Jahre 1760 erbte Wilhelm die Grafschaft Hanau also direkt. Für den zu diesem Zeitpunkt noch minderjährigen Prinzen führte zunächst seine Mutter, Landgräfin Maria, die Vormundschaft, ab 1764 regierte er, für volljährig erklärt, selbst. Architektonisch eindrucksvollstes Zeugnis seines Wirkens dort ist die Kuranlage von Wilhelmsbad.

## Politik

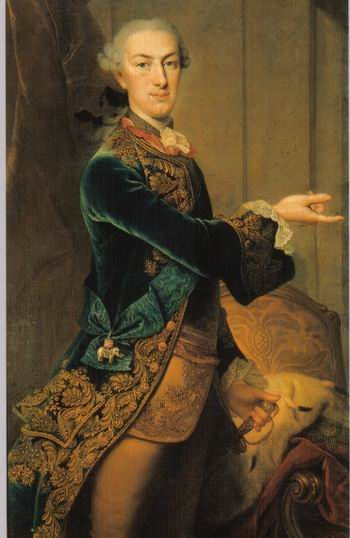
Wilhelm als Erbprinz von Hessen-Kassel, gemalt von Carl Gustaf Pilo um 1770

Wilhelm war ein Landesherr, der zeit seines Lebens den Maßstäben des fürstlichen „Absolutismus“ des Ancien Régime verhaftet blieb – in seiner Politik, in seiner „Mätressenwirtschaft“ und in seinem umstrittenen Soldatenhandel, der finanziell sehr ertragreich war und auch von anderen Fürsten betrieben wurde. Wilhelm galt als einer der reichsten deutschen Fürsten seiner Zeit, und es gelang ihm mit Hilfe des Frankfurter Bankiers Mayer Amschel Rothschild, dieses Vermögen auch über die napoleonische Zeit hinweg zu retten.
Am 15. Mai 1803 gelang es Wilhelm, seine Erhebung zum Kurfürsten zu erreichen. Sein Herrschaftsgebiet, insbesondere die Landgrafschaft Hessen-Kassel, wurde in der Folge zumeist, wenn auch nur inoffiziell, als „Kurfürstentum Hessen“ bezeichnet. Die Kurwürde wurde allerdings schon 1806 mit dem Ende des Heiligen Römischen Reiches bedeutungslos.
Ab 1803 zahlte Wilhelm seinem Verwandten Carl Constantin von Hessen-Rheinfels-Rotenburg, der als General zunächst in der französischen Armee und später in den Revolutionsarmeen gedient hatte, aber in den Wirren der Französischen Revolution mehrfach inhaftiert und schließlich verbannt worden war, eine Pension zum Lebensunterhalt, da dieser sich vergeblich um eine solche aus der französischen Staatskasse bemüht hatte.
Weil Wilhelm nicht dem Rheinbund beitrat und zu Beginn des preußisch-französischen Kriegs 1806 seine Armee teilmobilisierte und sein Land für neutral erklärte, besetzte Napoleon Kurhessen. Am 1. November 1806 marschierte französisches Militär in Kassel ein. Der Kurfürst floh rechtzeitig und ging ins Exil, zuerst nach Holstein, wo er im Itzehoer Prinzesshof residierte, und später nach Prag. Wesentliche Teile des kurhessischen Staatsschatzes konnten 1806 durch den Hauptmann Wilhelm Mensing vor dem Zugriff Napoleons in Sicherheit gebracht werden. Die Stammlande von Hessen-Kassel wurden dem von Napoleon neu geschaffenen Königreich Westphalen zugeschlagen, die südlichen Landesteile, also die Grafschaft Hanau-Münzenberg, unterstanden ab 1806 zunächst der französischen Militärregierung und gehörten von 1810 bis 1813 zum Großherzogtum Frankfurt.

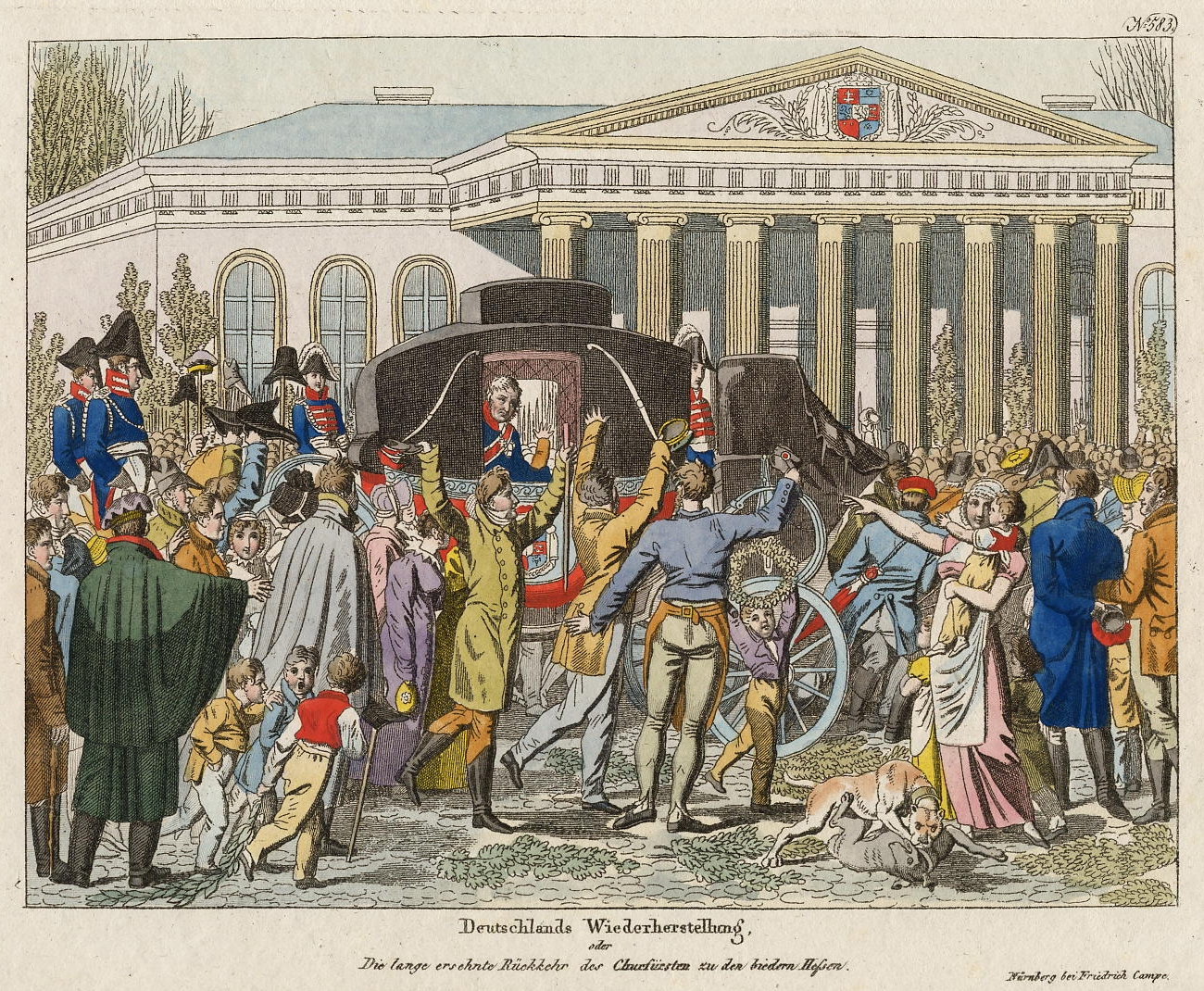
Bilderbogen Deutschlands Wiederherstellung oder Die lange ersehnte Rückkehr des Churfürsten zu den biedern Hessen.

1813 wurde Hessen-Kassel restituiert, und Wilhelm I. zog am 21. November 1813 wieder in seine Residenzstadt ein. Auf dem Wiener Kongress versuchte er vergeblich, auch durch Zahlung erheblicher Bestechungsgelder, den nach dem germanischen Stammesnamen der Hessen benannten Titel eines „Königs der Chatten“ zu erhalten, behielt aber den Titel „Kurfürst“, mit dem persönlichen Prädikat „königliche Hoheit“. Wilhelm I. verfolgte einen restaurativen Kurs, machte die Reformen, die in der Zeit seines Exils stattgefunden hatten, rückgängig (so wurden z. B. die gepuderten Perücken bei Militär und Hof wieder eingeführt), und verprellte mit dieser Politik das aufstrebende Bürgertum.
In Kassel ließ er umfangreiche Erweiterungen im Bergpark Wilhelmshöhe ausführen und die Löwenburg erbauen. Der von ihm 1817 in Angriff genommene Bau eines monumentalen neuen Schlosses, der sogenannten Chattenburg, an der Stelle des 1811 durch einen Großbrand zerstörten und auf seine Weisung 1816 vollständig abgebrochenen Landgrafenschlosses, wurde nach seinem Tod eingestellt.
Wilhelm starb 1821 und wurde in einer Gruft unter der Burgkapelle der Löwenburg bestattet.

## Familie

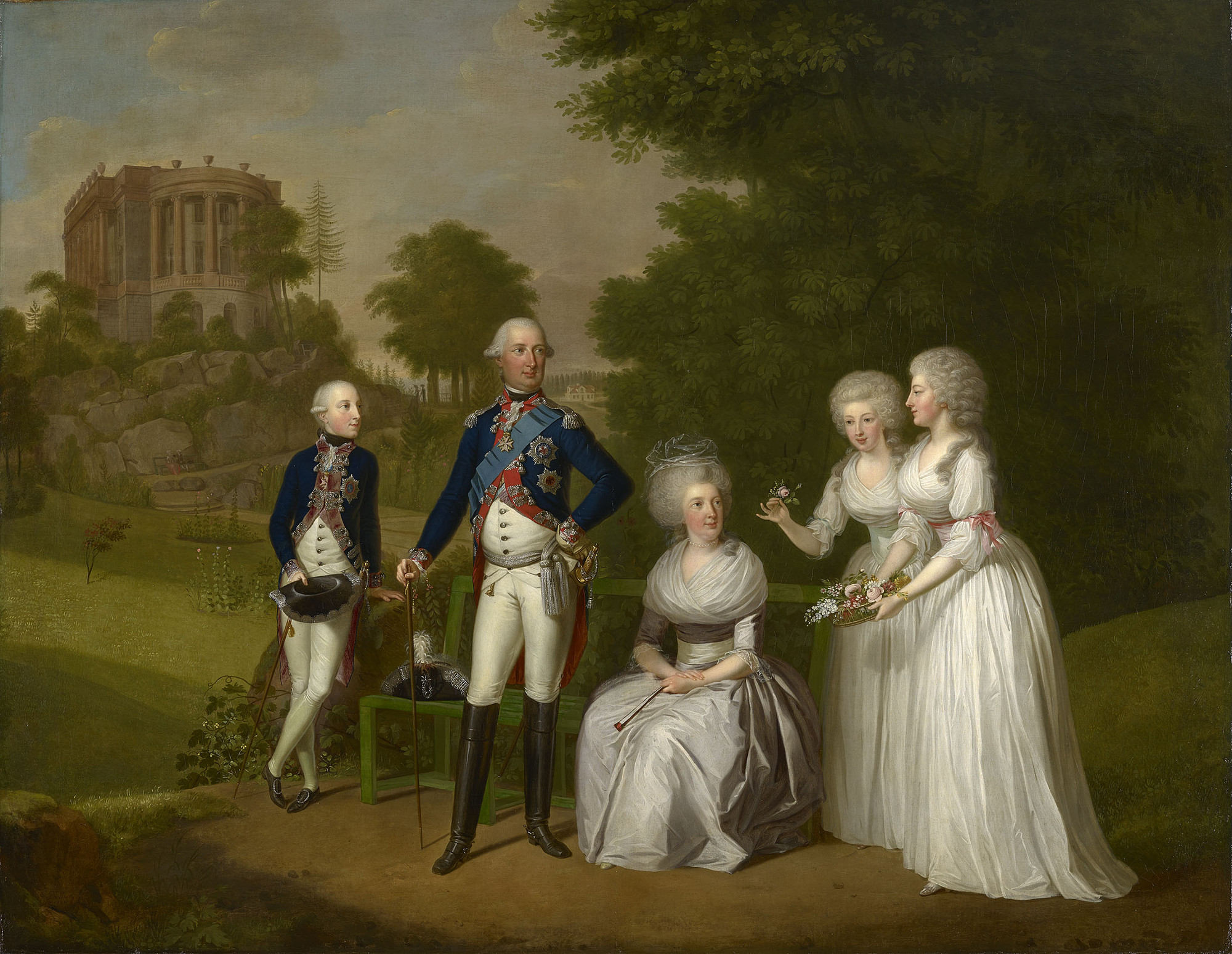
Wilhelm mit Ehefrau und Kindern vor dem Weißensteinflügel auf der Wilhelmshöhe, gemalt von Wilhelm Böttner 1791

### Ehe
Am 1. September 1764 heiratete Wilhelm in Kopenhagen Prinzessin Wilhelmine Karoline von Dänemark (1747–1820). Mit ihr hatte er zwei Söhne und zwei Töchter:
- Marie Frederike (1768–1839), verheiratet 1794–1817 mit Fürst Alexis von Anhalt-Bernburg
- Karoline Amalie (1771–1848), verheiratet 1802 mit Herzog August von Sachsen-Gotha-Altenburg
- Friedrich (* 8. August 1772 in Hanau; † 20. Juli 1784 ebenda), bestattet in der Marienkirche in Hanau. Zu seinem Andenken errichtete sein Vater im Park von Wilhelmsbad eine Pyramide.[1]
- Wilhelm II. (1777–1847), Kurfürst von Hessen

Diese Ehe war allerdings bald zerrüttet.

### Außereheliche Beziehungen und Kinder
Wilhelm hatte neben seiner Ehe mehrere Mätressen und mehr als zwei Dutzend weitere Kinder:
- Marianne Wulffen 1769–1773, die Frau seines Oberstallmeisters
- Charlotte Christine Buissine (* 1749), vier Kinder:

1. Wilhelm, Freiherr von Heimrod (* 16. Juli 1775 in Rodheim vor der Höhe; † 6. Januar 1811 in Neapel)
2. Karl, Freiherr von Heimrod (* 19. Juli 1776 in Rodheim vor der Höhe; † 13. Mai 1827 in Paris) ⚭ 1803 Charlotte, Freiin von Stockhausen (* 15. Juli 1781; † 31. Dezember 1855)
3. Friedrich (* 9. August 1777 in Kassel; † 30. Oktober 1777 in Hailer bei Meerholz)
4. Friedrich, Freiherr von Heimrod (* 1778 in Hanau; † 3. September 1813 in Teplitz)

- Rosa Dorothea Ritter, geadelt als Freifrau von Lindenthal, acht Kinder (am 10. März 1800 legitimiert und zu Freiherren/Freiinnen von Haynau erhoben):

1. Wilhelm Carl, Freiherr von Haynau (1779–1856), kurhessischer Generalleutnant
2. Georg Wilhelm, Freiherr von Haynau (* 27. Februar 1781; † Februar 1813)
3. Philipp Ludwig, Freiherr von Haynau (* 18. Mai 1782; † 5. Juni 1843), badischer Wirklicher Geheimer Rat
4. Wilhelmine, Freiin von Haynau (* 20. Juli 1783; † 27. Mai 1866) ⚭ Carl Philipp Emil von Hanstein (1772–1861), später Minister
5. Moritz, Freiherr von Haynau (* 4. Juli 1784; † 9. September 1812)
6. Marie Sophie Agnes Philippine Auguste, Freiin von Haynau (* 11. September 1785; † 21. April 1865) ⚭ 1805 Wilhelm, Freiherr von Wintzingerode (1782–1819), später Oberforstmeister
7. Julius Heinrich Friedrich Ludwig, Freiherr von Haynau (1786–1853), österreichischer General

- Karoline von Schlotheim, ab 1788, am 14. Mai 1788 in den Reichsgrafenstand erhoben, am 2. Mai 1811 Namensänderung in Gräfin von Hessenstein, einen Titel, den auch alle Kinder aus ihrer Verbindung mit dem Kurfürsten erhielten;[2] 13 Kinder:

1. Wilhelm Friedrich (* 23. Juni 1789; † 26. April 1790)
2. Wilhelm Karl (* 19. Mai 1790; † 22. März 1867), Domherr zu Minden, Halberstadt und Cammin, mecklenburg-schwerinischer Wirklicher Geheimer Rat, ⚭ Gräfin Angelika von der Osten-Sacken
3. Ferdinand (* 19. Mai 1791; † 15. Dezember 1794)
4. Karoline Frederike Auguste (* 9. Juni 1792; † 21. August 1797)
5. Auguste Wilhelmine (* 22. August 1793; † 1. Juni 1795)
6. Louis Karl (* 11. August 1794; † 17. November 1857), preußischer Kammerherr ⚭ Gräfin Auguste Wilhelmine von Pückler-Groditz
7. Friederike Auguste (* 16. Oktober 1795; † 13. September 1845) ⚭ Wilhelm von Steuber (* 29. Dezember 1790; † 6. Juli 1845)
8. Wilhelm Ludwig Georg (* 28. Juli 1800; † 16. Januar 1836), kurhessischer Kammerherr; ⚭ 1. Luise von dem Bussche-Hünnefeld (* 27. März 1804; † 21. Mai 1829); ⚭ 2. Karoline Wolff von Gudenberg (* 11. Februar 1812; † 20. August 1836)
9. Friedrich Ludwig (* 8. Februar 1803; † 8. September 1805)
10. Karoline (* 16. Februar 1804; † 18. März 1891) ⚭ Carl von Stenglin (* 12. August 1791; † 15. März 1871)
11. unbekanntes Kind
12. unbekanntes Kind
13. unbekannter Sohn (* 1807 in Itzehoe)

## Vorfahren
|  |                                                       |  |  |  |  |  |  |  |  |  |  |  |  |
|  | Karl Landgraf von Hessen-Kassel (1654–1730)           |  |  |  |  |  |  |  |  |  |  |  |  |
|  |                                                       |  |  |  |  |  |  |  |  |  |  |  |  |
|  |                                                       |  |  |  |  |  |  |  |  |  |  |  |  |
|  | Wilhelm VIII. Landgraf von Hessen-Kassel (1682–1760)  |  |  |  |  |  |  |  |  |  |  |  |  |
|  |                                                       |  |  |  |  |  |  |  |  |  |  |  |  |
|  |                                                       |  |  |  |  |  |  |  |  |  |  |  |  |
|  | Amalia von Kurland (1653–1711)                        |  |  |  |  |  |  |  |  |  |  |  |  |
|  |                                                       |  |  |  |  |  |  |  |  |  |  |  |  |
|  |                                                       |  |  |  |  |  |  |  |  |  |  |  |  |
|  | Friedrich II. Landgraf von Hessen-Kassel (1720–1785)  |  |  |  |  |  |  |  |  |  |  |  |  |
|  |                                                       |  |  |  |  |  |  |  |  |  |  |  |  |
|  |                                                       |  |  |  |  |  |  |  |  |  |  |  |  |
|  | Moritz Wilhelm von Sachsen-Zeitz (1664–1718)          |  |  |  |  |  |  |  |  |  |  |  |  |
|  |                                                       |  |  |  |  |  |  |  |  |  |  |  |  |
|  |                                                       |  |  |  |  |  |  |  |  |  |  |  |  |
|  | Dorothea Wilhelmine von Sachsen-Zeitz (1691–1743)     |  |  |  |  |  |  |  |  |  |  |  |  |
|  |                                                       |  |  |  |  |  |  |  |  |  |  |  |  |
|  |                                                       |  |  |  |  |  |  |  |  |  |  |  |  |
|  | Maria Amalia von Brandenburg-Schwedt (1670–1739)      |  |  |  |  |  |  |  |  |  |  |  |  |
|  |                                                       |  |  |  |  |  |  |  |  |  |  |  |  |
|  |                                                       |  |  |  |  |  |  |  |  |  |  |  |  |
|  | Wilhelm I. Kurfürst von Hessen-Kassel                 |  |  |  |  |  |  |  |  |  |  |  |  |
|  |                                                       |  |  |  |  |  |  |  |  |  |  |  |  |
|  |                                                       |  |  |  |  |  |  |  |  |  |  |  |  |
|  | Georg I. König von Großbritannien (1660–1727)         |  |  |  |  |  |  |  |  |  |  |  |  |
|  |                                                       |  |  |  |  |  |  |  |  |  |  |  |  |
|  |                                                       |  |  |  |  |  |  |  |  |  |  |  |  |
|  | Georg II. König von Großbritannien (1683–1760)        |  |  |  |  |  |  |  |  |  |  |  |  |
|  |                                                       |  |  |  |  |  |  |  |  |  |  |  |  |
|  |                                                       |  |  |  |  |  |  |  |  |  |  |  |  |
|  | Sophie Dorothea von Braunschweig-Lüneburg (1666–1726) |  |  |  |  |  |  |  |  |  |  |  |  |
|  |                                                       |  |  |  |  |  |  |  |  |  |  |  |  |
|  |                                                       |  |  |  |  |  |  |  |  |  |  |  |  |
|  | Maria von Großbritannien (1723–1772)                  |  |  |  |  |  |  |  |  |  |  |  |  |
|  |                                                       |  |  |  |  |  |  |  |  |  |  |  |  |
|  |                                                       |  |  |  |  |  |  |  |  |  |  |  |  |
|  | Johann Friedrich von Brandenburg-Ansbach (1654–1686)  |  |  |  |  |  |  |  |  |  |  |  |  |
|  |                                                       |  |  |  |  |  |  |  |  |  |  |  |  |
|  |                                                       |  |  |  |  |  |  |  |  |  |  |  |  |
|  | Caroline von Brandenburg-Ansbach (1683–1737)          |  |  |  |  |  |  |  |  |  |  |  |  |
|  |                                                       |  |  |  |  |  |  |  |  |  |  |  |  |
|  |                                                       |  |  |  |  |  |  |  |  |  |  |  |  |
|  | Eleonore von Sachsen-Eisenach (1662–1696)             |  |  |  |  |  |  |  |  |  |  |  |  |
|  |                                                       |  |  |  |  |  |  |  |  |  |  |  |  |
|  |                                                       |  |  |  |  |  |  |  |  |  |  |  |  |